# Valgusstellung

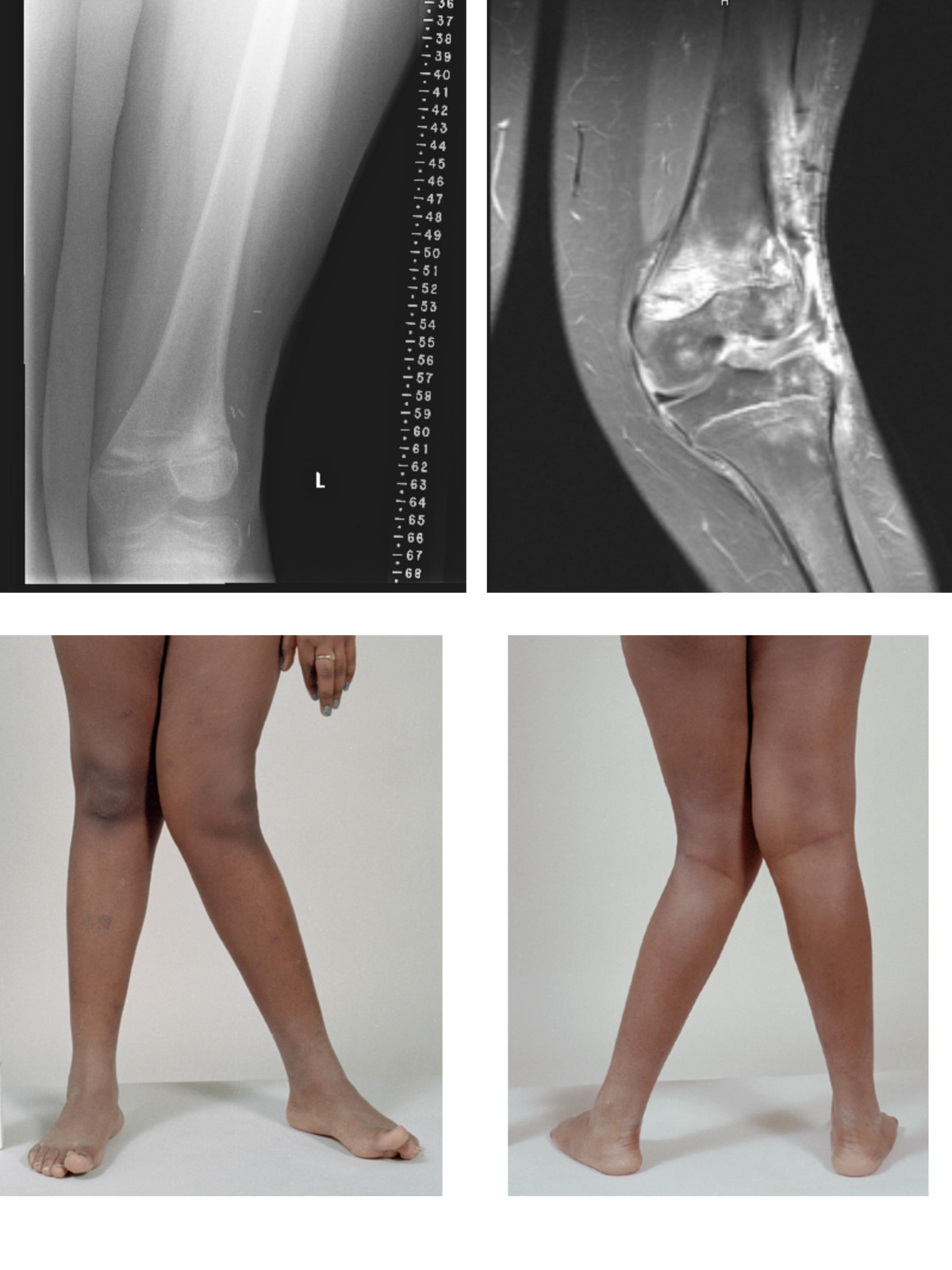
Valgusstellung am Kniegelenk

Als Valgusstellung (von lateinisch valgus ‚schief‘) bezeichnet man im Zusammenhang mit Gliedmaßen eine Fehlstellung, bei der der körperfernere Teil über das Normalmaß hinaus von der Mittellinie weg weist, während die Varusstellung eine Abweichung nach innen bedeutet. Durch die Valgusstellung ist das betroffene Gelenk (oder Knochen) nach innen verbogen und innenseitig oft vorstehend.
Am Kniegelenk ist dies eine Abweichung des Unterschenkels nach außen, was einem X-Bein entspricht, wenn die normale X-Stellung (physiologische Valgusstellung) von 7 Grad überschritten ist; dadurch sind die inneren Gelenkanteile oft hervorstehend. Der Fachterminus ist das Genu valgum.
Grundsätzlich ist eine Valgusstellung an allen Gelenken und Knochen der Extremitäten möglich und kann durch eine einseitige biomechanische Überlastung zu einer vorzeitigen Arthrose des betroffenen oder nächstliegenden Gelenks führen.
Bei einem X-Bein (Genu valgum) kann dies durch eine vermehrte Belastung des äußeren Gelenkspaltes zu einer außenseitig betonten Valgus-Gonarthrose führen.
Weitere Beispiele für eine Valgus-Fehlstellung sind:
- Coxa valga (Hüftfehlstellung): Der Schenkelhals steht in Bezug auf den Oberschenkelschaft zu steil, der reelle CCD-Winkel (der Winkel zwischen Hüftkopf, Schenkelhals und Oberschenkelschaft) liegt über 140 Grad, normal zwischen 120 und 140°. Die Druckauffangzone des Hüftkopfes wird kleiner, das Gelenk ist dann ebenfalls arthrosegefährdet, umso stärker, je höher der CCD-Winkel ist. Die Coxa valga gilt daher als Präarthrose und ist neben der Pfannendysplasie eine Komponente der Hüftdysplasie. Bei der Valgusstellung weist der körperferne Teil von der Mittellinie weg bei standardisierter Stellung des körpernahen Teils. Insofern ist nicht der Schenkelhals „steiler“ auf dem Schaft orientiert, sondern der Schaft weist im Verhältnis zum Schenkelhals von der Körpermitte weiter weg.
- Crus valgum: Valgusfehlstellung des Unterschenkels bei der sehr seltenen angeborenen Tibia recurvata.
- Hallux valgus: Die Großzehe weist nach außen und bedrängt oft die kleineren Nachbarzehen, wodurch sich das Großzehengrundgelenk als Ballen am Fußinnenrand abzeichnet. Die Ursache ist aber meist eine entgegengesetzte Varus-Orientierung des ersten Mittelfußknochens (Metatarsus primus varus).
- Pes valgus oder Calcaneus valgus bezeichnet den (besonders bei Kindern oft beobachteten) Knickfuß, bei der das Fersenbein (Calcaneus) nach außen verkippt ist.
- Cubitus valgus ist eine oft anlagebedingte Fehlstellung des Ellenbogens, bei der der innere Ellenbogenknorren (Epicondylus humeri medialis) prominent hervorsteht und der Unterarm vom Rumpf wegweist.
- Carpus valgus infolge eines vorzeitigen Ulnafugenschlusses.